# Махачек, Душан
Душан Махачек (чеш. Dušan Macháček; род. 7 октября 1966, Прага) — чехословацкий гребец, выступавший за сборную Чехословакии по академической гребле в 1984—1992 годах. Обладатель серебряной и бронзовой медалей чемпионатов мира, победитель и призёр первенств национального значения, участник двух летних Олимпийских игр.

## Биография
Душан Махачек родился 7 октября 1966 года в Праге. Занимался академической греблей в столичном гребном клубе «Блеск».
Впервые заявил о себе на международном уровне в сезоне 1984 года, когда вошёл в состав чехословацкой национальной сборной и выступил на юниорском мировом первенстве в Йёнчёпинге, где в зачёте распашных рулевых двоек показал третий результат и завоевал бронзовую медаль.
В 1986 году в восьмёрках закрыл десятку сильнейших на чемпионате мира в Ноттингеме.
В 1987 году в четвёрках без рулевого занял 11-е место на чемпионате мира в Копенгагене.
Благодаря череде удачных выступлений удостоился права защищать честь страны на летних Олимпийских играх 1988 года в Сеуле. В составе экипажа-четвёрки, куда также вошли гребцы Милан Долечек, Петр Глидек, Михал Шубрт и рулевой Олдржих Гейдушек, со второго места преодолел предварительный квалификационный этап, но затем на стадии полуфиналов стал лишь пятым и попал в утешительный финал В, где в конечном счёте финишировал вторым. Таким образом, расположился в итоговом протоколе соревнований на восьмой строке.
После сеульской Олимпиады Махачек остался действующим спортсменом на ещё один олимпийский цикл и продолжил принимать участие в крупнейших международных регатах. Так, в 1989 году он побывал на чемпионате мира в Бледе, откуда привёз награду серебряного достоинства, выигранную в рулевых четвёрках — в финале уступил только команде Румынии.
В 1990 году в той же дисциплине был восьмым на чемпионате мира в Тасмании.
В 1991 году в двойках с рулевым взял бронзу на чемпионате мира в Вене.
Находясь в числе лидеров гребной команды Чехословакии, благополучно прошёл отбор на Олимпийские игры 1992 года в Барселоне. На сей раз стартовал в двойках, с напарником Павлом Соколом и рулевым Олдржихом Гейдушеком отобрался в финал С и занял итоговое 16-е место.